# Silverudds Blå

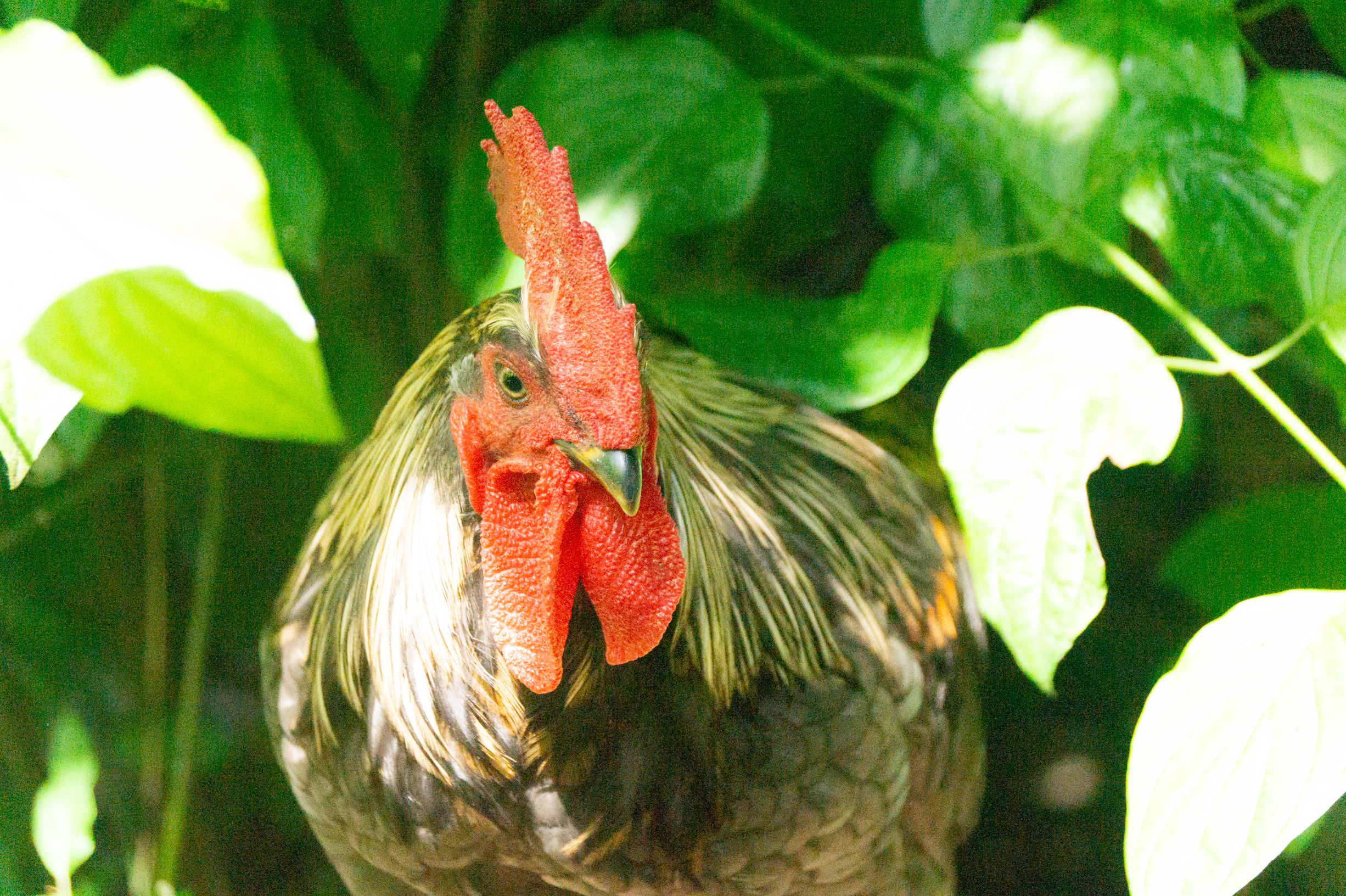
Silverudds-Blå-Hahn

Silverudds Blå ist eine schwedische Haushuhn-Legerasse, die grüne Eier legt.

## Herkunft und Verbreitung
Bei den Silverudds Blå (kurz SB), fälschlicherweise oft „Schwedische Isbar“ genannt, handelt es sich um eine schwedische Rasse, die vom Pfarrer Martin Silverudd erzüchtet wurde.
Betreut wird die Rasse von der Svenska Kulturhönsföreningen (SKF), der schwedischen Kulturhühnervereinigung, die es sich zur Aufgabe gemacht hat, nicht nur die „echten“ schwedischen Landrassen zu erhalten, sondern auch jene, die nicht traditionell schwedisch sind, wie die sieben von Martin Silverudd gezüchteten Rassen. Silverudd wollte eine Legerasse kreieren, die nicht nur ein schönes Aussehen mitbringt, sondern von der Legeleistung her mit den Legehybriden mithalten kann.
Die Erzüchtung war, als Martin Silverudd im Jahr 1986 verstarb, jedoch noch nicht abgeschlossen. In seinen Aufzeichnungen, in denen er die Erzüchtung seiner Rassen mit Angabe der Jahreszahl der Vollendung und deren genetischen Code notierte, findet sich keine Notiz zu den Silverudds Blå.
Die Rasse trug im Laufe der Zeit viele Namen. Martin Silverudd handelte sie zuerst unter „Svensk Grönäggsvärpare“, was so viel wie „Schwedische Grünleger“ bedeutet. Nach Silverudds Tod wurden sie unter dem Namen „Isbar Blå“ gehandelt. Da Silverudd jedoch eine andere Rasse namens „Isbar“ erzüchtet hatte und der Verwechslung entgegengetreten werden sollte, wurde bei einer Stammbuchkonferenz der Svenska Kulturhönsföreningen der Vorschlag unterbreitet, die Rasse in Silverudds Blå (deutsch: Silverudds Blaue) umzubenennen.

## Unterscheidung von den Schwedischen Isbar
Die Rasse Isbar legt wie die Silverudds Blå grüne Eier. Jedoch gelten die Isbars als Zweinutzungsrasse, während es sich bei den Silverudds Blå um eine reine Legerasse handelt. Die Isbars sind weiß oder golden gefärbt, mit einer gescheckten Columbiazeichnung, deren gezeichnete Teile eine kennfarbige Sperberung in sich trägt. Der Namensbestandteil „_bar“ kommt von „barred“, was die englische Bezeichnung der Sperberung ist, die die Isbar haben, Silverudds Blå dagegen nicht.

## Verein
Am 2. Februar 2020 gründete sich im rheinland-pfälzischen Wilzenberg-Hußweiler mit dem SB-DACH e.V. ein Verein zum Erhalt und der Verbreitung der schwedischen Kulturhuhnrasse Silverudds Blå (SB). Das Ziel des Vereins ist, die Arbeit der schwedischen Vereinigung Svenska Kulturhönsföreningen (SKF) in Deutschland, Österreich, der Schweiz und angrenzenden Gebieten unterstützend zu übernehmen und die Zucht der Rasse im deutschsprachigen Raum zu koordinieren. Zuchtziel ist, die Eigenschaften als leistungsstarke und vitale Legehühner mit grüner Schalenfarbe zu erhalten und zu fördern.
Der SB-DACH e.V. ist jedoch mittlerweile aufgelöst. Seine ursprünglichen, oben beschriebenen Aufgaben hat die Züchtergemeinschaft SKF Europe übernommen.

## SKF Europe
Die Svenska Kulturhönsföreningen hat Ende September 2021 entschieden, keine Züchter mehr in ihrem Stammbuch zu führen, deren Zucht sich nicht in Schweden befindet.
Durch Beschluss des Vorstandes der Svenska Kulturhönsföreningen vom 26. Oktober 2021 ist SKF Europe als Initiative nicht-schwedischer Mitglieder innerhalb der SKF autorisiert, die Silverudds-Blå-Zucht außerhalb Schwedens zu betreuen, Zuchttiere nach den Regeln der SKF anzuerkennen und ein entsprechendes Stammbuch zu führen.

## Die Linien
Die Kulturhönsföreningen arbeitet mit verschiedenen Linien, auf Grundlage derer das Stammbuch geführt wird.
Folgende sieben Linien sind bekannt:
- Küller (Johan Widing)
- Anita Sundblad
- Västerbottenslinie
- Pernilla-Linie
- Christer Andersson
- Pastor-Linie
- Skogen

## Legeleistung und Rassemerkmale
Bei den Silverudds Blå handelt es sich um eine leichte und leistungsstarke Legerasse. Es gibt sie in drei Grundfarben: Blau (wie der Name schon sagt), Schwarz und Splash (schmutzigweiß). Die Hennen legen ausschließlich grüne Eier, die sich farblich von Tier zu Tier in einem breiten Farbspektrum unterscheiden können. Silverudds Blå legen laut offiziellem Profil im ersten Jahr rund 250 Eier, die 55–65 g wiegen. Allerdings wird nach derzeitigem Stand diese Leistung von nur wenigen Tieren erreicht.
Die Hennen wiegen 1,4–1,8 kg, Hähne 2,3–2,7 kg. Zuchttiere sollen sich in diesem Bereich bewegen.
Die Hähne haben idealerweise einen V- bis U-förmigen Körper, stehen aufrecht mit breiter Brust und haben oft auffallend große und fleischige Kehllappen und Kämme, deren Fahne häufig der Nackenlinie folgt. Bei Hennen kann eine „Gesichtsbehaarung“ vorkommen; das Gesicht ist dann bis zwischen Augen und Schnabel fein befiedert.
Die Beine sind meist schiefer- oder grüngrau, bei splashfarbenen Tieren oft aber auch heller oder gefleckt. Die Sohlen sind in der Regel hell, oft aber auch die ganzen Zehen, bei schwarzen Tieren oft weniger, bei splashfarbenen mehr. Das Horn von Schnabel und Krallen ist meist dunkelgrau, bei schwarzen Tieren mit hellen Kanten, bei blauen und splashfarbenen Tieren oft gezeichnet oder gefleckt. Gelbes Horn und gelbe Krallen kommen vor, werden aber durch Selektion immer mehr zurückgedrängt.
Viele Halter der Silverudds Blå schätzen den zutraulichen, neugierigen und aufgeweckten Charakter der Tiere.